# Lungotevere Salvo D'Acquisto
Le lungotevere Salvo D'Acquisto est le tronçon du Lungotevere qui relie la Piazzale Cardinal Consalvi au lungotevere dell'Acqua Acetosa, à Rome, sur la rive droite du Tibre, dans le quartier Parioli, dans le Municipio II, situé au cœur de la ville, immédiatement au nord-est du centre historique.

## Caractéristiques
Le lungotevere Salvo D'Acquisto tire son nom du vice-brigadier des carabiniers Salvo D'Acquisto, fusillé par les Nazis pendant la Seconde Guerre mondiale, en 1943, après s'être désigné volontaire afin d'épargner 21 personnes qui devaient l'être en représailles. Il a été créé par une résolution du conseil municipal du 26 juillet 1948.
Il est situé entre le pont Milvius, l'antique pont romain datant du IIe siècle av. J.-C. — réservé aux piétons depuis 1978 — et le pont Flaminio, premier pont monumental sur le Tibre, au nord de Rome, dans le quartier de la route historique de la via Flaminia, à laquelle il fait référence.

## Crédit d'auteurs
- (it) Cet article est partiellement ou en totalité issu de l’article de Wikipédia en italien intitulé « Lungotevere dell'Acqua Acetosa » (voir la liste des auteurs).